# Miyamoto Usagi (personaje)
Miyamoto Usagi (japonés: 宮本 兎) es un personaje ficticio, que aparece en el cómic estadounidense Usagi Yojimbo, un libro de Dark Horse Comics creado por Stan Sakai. Usagi es un conejo antropomórfico (Usagi es japonés para "conejo") y un Rōnin que ahora camina por el Musha shugyō (peregrinación del guerrero). El personaje ha cruzado con frecuencia con las Tortugas Ninja.
En mayo de 2011, Miyamoto Usagi ocupó el puesto 92 entre los 100 mejores héroes de cómics de todos los tiempos de IGN. También ocupó el puesto 31 en Los 50 mejores personajes de cómics en Empire.

## Creación
Miyamoto Usagi es la protagonista principal de Usagi Yojimbo, a quien Sakai ha dicho que se inspiró en la vida del legendario espadachín Miyamoto Musashi. Originalmente destinado a ser humano, Sakai se inspiró para antropomorfizar al personaje después de garabatear a un conejo con las orejas atadas en un estilo que recuerda a un moño de samurái.

## Historia del personaje
Usagi es un espadachín altamente calificado y uno de los mejores del país.
Usagi nació el único hijo de un jefe de pueblo. Sus dos compañeros de juego de la infancia fueron Kenichi, con quien Usagi tendría una rivalidad poco amistosa toda su vida, y Mariko, una de las razones de la rivalidad de los niños. Finalmente, el trío se separó cuando los niños fueron enviados a ser entrenados como samurai en la escuela Dogora de Bujitsu (en: arts of war). Sin embargo, en el viaje, los muchachos fueron testigos de una confrontación en la que una banda de arrogantes estudiantes de Dogora atacó a un viajero solitario llamado Katsuichi. Katsuichi había dejado la escuela años atrás, insatisfecho con el pobre calibre de los estudiantes. A pesar de su ventaja numérica, la pandilla fue rápidamente derrotada por la técnica inusual pero definitivamente efectiva del sensei. Aunque Kenichi no estaba impresionado por la pantalla,Inicialmente, Katsuichi se negó, pero cedió cuando Usagi estuvo fuera de su casa día y noche a través del clima desagradable el tiempo suficiente para convencer al maestro de su determinación.
Durante años, Usagi fue alumno exclusivo de Katsuichi-sensei, y aunque demostró ser un alumno travieso que se metió en varias desventuras, también se destacó en sus estudios para convertirse en un guerrero formidable. Una de esas desventuras involucró a un joven Usagi robando el wakizashi de un soldado moribundomientras caminaba por un campo de batalla con su maestro. Cargado de culpa por el robo, Usagi comenzó a ver al soldado ahora muerto en numerosas situaciones, en un momento teniendo una pesadilla que involucró a Katsuichi transformado en el soldado. A su regreso al campo de batalla para devolver la espada a su legítimo dueño, Usagi fue atrapado por un samurai adulto y acusado de robo. En lugar de ejecutar sumariamente al conejo joven, comenzaron el proceso de cortarle la mano. Sin embargo, antes de que se pudiera dar un golpe, el futuro señor de Usagi, Mifune, intervino en su nombre, y al sentir la naturaleza honorable del conejo, dejó ir a Usagi.
Al final de su entrenamiento, Katsuichi llevó a Usagi a un torneo de esgrima organizado por la escuela Dogora. Usagi ganó el torneo, su partido final fue contra su antiguo "camarada" Kenichi, quien para ese entonces era el mejor estudiante de la escuela Dogora, y obtuvo su propio daisho : la katana llamada Yagi no Eda (en: "Willow Branch") y el wakizashi llamado Aoyagi (en: "Young Willow"). El daimyo de la región, Lord Mifune, estaba observando el concurso y estaba impresionado con la habilidad de Usagi lo suficiente como para ofrecerle un puesto como retenedor. Antes de partir para ingresar al servicio de Mifune, Usagi regresó a su aldea para una despedida final, donde descubrió que Kenichi se había estado quedando en una posada en estado de ebriedad, habiendo jurado abandonar la escuela debido a su fracaso para ganar el torneo, pero demasiado avergonzado para volver a casa. Juntos regresaron a su pueblo para liberarlo de los bandidos que lo amenazaban. Kenichi decidió quedarse, y eventualmente se convertiría en jefe después de la muerte del padre de Usagi, lo que consoló a Mariko de alguna manera contra la pérdida de su otro amigo más querido. Kenichi y Mariko luego se casaron; sin embargo, antes de abandonar el pueblo, Usagi y Mariko tuvieron un encuentro romántico que resultó en un hijo, Jotaro, cuya paternidad estuvo oculta de Usagi durante años.
Al final de su entrenamiento, Katsuichi llevó a Usagi a un torneo de esgrima organizado por la escuela Dogora. Usagi ganó el torneo, su partido final fue contra su antiguo "camarada" Kenichi, quien para ese entonces era el mejor estudiante de la escuela Dogora, y obtuvo su propio daisho: la katana llamada Yagi no Eda (en: "Willow Branch") y el wakizashi llamado Aoyagi (en: "Young Willow"). El daimyo de la región, Lord Mifune, estaba observando el concurso y estaba impresionado con la habilidad de Usagi lo suficiente como para ofrecerle un puesto como retenedor. Antes de partir para ingresar al servicio de Mifune, Usagi regresó a su aldea para una despedida final, donde descubrió que Kenichi se había estado quedando en una posada en estado de ebriedad, habiendo jurado abandonar la escuela debido a su fracaso para ganar el torneo, pero demasiado avergonzado para volver a casa. Juntos regresaron a su pueblo para liberarlo de los bandidos que lo amenazaban. Kenichi decidió quedarse, y eventualmente se convertiría en jefe después de la muerte del padre de Usagi, lo que consoló a Mariko de alguna manera contra la pérdida de su otro amigo más querido. Kenichi y Mariko luego se casaron; sin embargo, antes de abandonar el pueblo, Usagi y Mariko tuvieron un encuentro romántico que resultó en un hijo, Jotaro, cuya paternidad estuvo oculta de Usagi durante años.
En su período de servicio, Usagi se levantó para convertirse en un guardaespaldas personal de confianza de su Señor y su familia. Esa carrera estable fue destruida cuando un señor villano rival, Lord Hikiji, envió un ninja en asesinar a la familia Mifune. En el asalto, la esposa y el hijo de Mifune fueron asesinados, y Lord Mifune libró una guerra contra su rival en venganza. Esa guerra concluyó en la batalla de Adachigahara, a veces denominada Adachi Plain, donde Mifune tenía la ventaja hasta que Buichi Toda, uno de sus comandantes subordinados, lo traicionó y se unió a Hikiji. El amigo y superior inmediato de Usagi, Gunichi, huyó del campo al ver que la batalla se había perdido. Lord Mifune fue asesinado por una andanada de flechas; Usagi realizó su deber final, que era escapar con la cabeza de su señor para evitar que el enemigo lo mostrara. Mientras luchaba libre, tuvo su única confrontación personal hasta el momento con Hikiji, que lo dejó con la cicatriz arqueada distintiva sobre su ojo izquierdo. Usagi escapó al bosque, enterró la cabeza de Lord Mifune, y eludió la persecución de las fuerzas de Hikiji. Al salvar la cabeza de Lord Mifune de la profanación, Usagi sintió que había expiado la desgracia de perder la batalla. De lo contrario, se habría sentido obligado a cometer un seppuku. Desde entonces, Usagi ha vengado la muerte de su maestro tanto en Toda como en Gunichi, aunque Hikiji permanece fuera de su alcance.
Ahora un ronin, Usagi viajó por los caminos de la región, ganándose la vida como un yojimbo de alquiler. En el curso de su "peregrinación guerrera", hizo grandes amistades con muchos, incluido el joven Lord Noriyuki del Clan Geishu y su valiente guardaespaldas Ame Tomoe, el cínico cazarrecompensas rinoceronte Murakami Gennosuke, el brillante y astuto Inspector Ishida, la gata ninja Kunoichi Chizu, y la astuta artista callejera / ladronzuela Kitsune.

## En otros medios
Usagi ha aparecido en varios medios relacionados con las Tortugas Ninja.

### Animación

#### TMNT (serie animada de 1987)
Usagi hace apariciones recurrentes en la serie animada Tortugas Ninja de 1987, con la voz de Townsend Coleman. Vive en el Japón feudal en una Tierra alternativa donde otros animales y no humanos se han convertido en la especie dominante.

#### TMNT (serie animada de 2003)
Usagi hace su debut en la segunda temporada de la serie de 2003, Tortugas Ninja, con la voz de Jason Griffith. Aparece por primera vez en "The Big Brawl, Part Two", donde acude en ayuda de Leonardo cuando la tortuga fue atacada por monstruos en la sombra. Se dirige a Leonardo como kappa y los dos maestros espadachines forjan una amistad bastante cercana. Más tarde se convierten en competidores en el Torneo Battle Nexus, ambos luchando con honor y con un propósito moral. Expresa preocupación por Leonardo cuando fue envenenado por un dardo, que fue disparado por el Ultimate Ninja, el hijo del Daimoyo, hambriento de poder. Queriendo ayudar a su nuevo amigo, tuvo a Donatello permítale usar el conocimiento en habilidades básicas de curación para tratar de contrarrestar el veneno dentro del sistema de Leo. Usagi pasó a hacer varias otras apariciones, incluso como guía de Leonardo cuando la tortuga fue enviada accidentalmente a su mundo, y como asistente de la boda entre April O'Neil y Casey Jones.

#### TMNT (serie animada de 2012)
Usagi aparece en la quinta y última temporada de Tortugas Ninja, con la voz de Yuki Matsuzaki. Las Tortugas son llevadas a su dimensión (en los episodios Yojimbo, Osoroshi no Tabi y Kagayake! Kintaro) donde forja una estrecha amistad con ellas; especialmente con Leonardo, ya que ambos son sensatos, ingeniosos y altamente hábiles en "los caminos de la espada".
En su dimensión hogareña (presumiblemente una realidad alternativa del Japón feudal), Usagi se enfrenta con su archienemigo, el demonio lobo Jei, que se escapa de él una vez más. Se encuentra con un pueblo saqueado y conoce a un niño extraordinario llamado Kintaro. Tiene la tarea de proteger al niño de Jei hasta que se dé cuenta de sus propias habilidades sobrehumanas inherentes en el sagrado Palacio del Templo. Mientras establece el campamento, Usagi es emboscado por las Tortugas Ninja que son controlados por la magia malvada de Jei, después de traerlos de su dimensión. Da la bienvenida a los recién llegados y explica su historia como un samurai de gran fuerza y habilidad. Disfrazándose, Usagi y las Tortugas intentan perseguir al Sumo Kuma de Jei, pero son descubiertos y caen por un precipicio.
(Osoroshi no Tabi) En un bosque embrujado de espíritus yokai, Usagi ayuda a las Tortugas a defenderse de los espíritus cambiantes que capturan a Michelangelo y Raphael. Los apacigua ofreciendo una zanahoria como ofrenda de paz. Al entrar en una cueva llena de telarañas gigantes, se ve obligado por la voz de su buen amiga Akemi, que es, de hecho, una araña.
(Kagayake! Kintaro) Usagi, las Tortugas y Kintaro continúan su camino en las montañas nevadas, hasta que son emboscados por los ninjas blancos de Jei. Después de derrotar a los ninjas blancos, Usagi, las Tortugas y Kintaro llegan al Palacio del Templo, hasta que descubren que Jei los estaba esperando. Con las Tortugas bajo su control mental nuevamente, Jei captura a Kintaro para el ritual, pero es atacado por sorpresa por ellos, y Kintaro se libera al mostrar su gran poder, Usagi se enfrenta a Jei, hasta que finalmente lo derrota y lo arroja a un precipicio sin fondo. El Sumo Kuma también se libera del control de Jei al revelarse como el monje principal del Templo. Después de que Kintaro envía a las Tortugas a su dimensión, Usagi se va para ayudar a otros inocentes, sabiendo que si algún día Kintaro necesitaría de su ayuda, él volvería.

#### Samurai Rabbit: The Usagi Chronicles (2022)
Reeditado por Matsuzaki, Miyamoto Usagi hace apariciones recurrentes en la serie animada de 2022 Samurai Rabbit: The Usagi Chronicles, que sigue a su descendiente Yuichi. Aparece en los episodios "Common Sensei", "Go" y "Soul Oath".

### Videojuegos
Miyamoto Usagi también aparece en Samurai Warrior: The Battles of Usagi Yojimbo. La primera aparición de Usagi en un juego de Tortugas Ninja fue en Teenage Mutant Ninja Turtles 2: Battle Nexus, basado en su aparición en la serie animada de 2003. Era un combatiente en el modo Battle Nexus del juego, pero no era un personaje jugable. Usagi aparecerá como personaje jugable en Teenage Mutant Ninja Turtles: Shredder's Revenge a través del próximo contenido descargable Dimension Shellshock.

## Recepción
Usagi a menudo se considera uno de los mejores personajes de cómics. La revista Wizard lo calificó como el 57 ° mejor personaje de cómics, mientras que la revista Empire lo calificó como el 31 ° mejor personaje de cómics, afirmando que la longevidad de la noble leporina se puede atribuir a una intrigante mezcla de influencia histórica y cinematográfica, linda y esponjosa conejito, y la capacidad de cortar y cortar en dados con una eficiencia sorprendente. IGN también colocó a Usagi como el 92o mejor héroe de los cómics de todos los tiempos, declarando "a pesar de su aspecto encantador, Usagi es un héroe serio cuyas aventuras rinden homenaje a las películas clásicas de samurai e incluso a las aventuras de otro héroe Groo. Y después de todos estos años, Usagi Yojimbo sigue siendo tan agradable como siempre".